# Araeoscelis
Araeoscelis ist eine Gattung ausgestorbener Reptilien. Sie lebte während des Unterperms und ist somit eine der ersten Diapsida. Fossilien wurden in Nordamerika (USA) gefunden. Araeoscelis wurde erstmals von Samuel Wendell Williston beschrieben. Die Typusart ist Araeoscelis gracilis; eine zweite Art, Araeoscelis casei, wurde 1913 von Robert Broom beschrieben.

## Merkmale
Araeoscelis war etwa 60 cm lang. Er sah einer modernen Eidechse ähnlich. Der Hals war im Vergleich zu Petrolacosaurus verlängert und schlank. Im Gegensatz zu basaleren (ursprünglicheren) Araeoscelidia, wie z. B. Petrolacosaurus, waren die Zähne länger und stumpfer. Der Schädel ähnelte mehr denen der Euryapsida als denen anderer Diapsida: So war das untere Temporalfenster, ein Schädelfenster im hinteren Bereich des Schädels, bei Araeoscelis sekundär geschlossen. Der Schädel war massiv und kräftig gebaut, was vermutlich eine Anpassung an einen kräftigen Biss darstellte, der möglicherweise für das Knacken von Insektenpanzern geeignet war.

## Systematik
Araeoscelis ist der namensgebende Vertreter der Araeoscelidia. Die Araeoscelidia gelten als die basalste Gruppe der Diapsiden.
Die Verwandtschaftsbeziehungen dieser Gattung waren lange umstritten. Williston (1913, 1914) beschrieb Araeoscelis anfangs als einen Vorfahren der Eidechsen. Spätere Autoren klassifizierten ihn jedoch aufgrund des geschlossenen unteren Temporalfensters als Vertreter der Sauropterygia, wieder andere sahen eine nahe Verwandtschaft zu den Synapsida. Später wurde Araeoscelis als ein Verwandter von Petrolacosaurus erkannt, beide Gattungen werden heute innerhalb einer monophyletischen Araeoscelidia klassifiziert. Innerhalb der Araeoscelidia wird Araeoscelis häufig innerhalb der Familie Araeoscelidae klassifiziert.